# Xylena formosa
Xylena formosa là một loài bướm đêm trong họ Noctuidae.